# وضع (فلسفة)
الوضع في اصطلاح الحكماء هو هيئة عارضة للشيء بسبب نسبتين: نسبة أجزاء بعضها إلى بعض، ونسبة أجزائه إلى الأمور الخارجية عنه، كالقيام والقعود، فإن كلًا منهما هيئة عارضة للشخص بسبب نسبة أعضائه بعضها إلى بعض، وإلى الأمور الخارجية عنه.